# Legge della giungla
La legge della giungla è un'espressione popolare utilizzata per descrivere un contesto sociale privo di qualsiasi legge, in cui prevale la tirannia del più forte. Il termine richiama il funzionamento reale o presunto del mondo animale e fa riferimento alle dinamiche di sopravvivenza e competizione tipiche di un ambiente selvaggio.

## Origine
Il termine fu coniato da Rudyard Kipling nella sua opera Il libro della giungla, pubblicato nel 1894. Successivamente, l'espressione è stata utilizzata come metafora per descrivere la realtà sociale e naturale in cui la competizione e la lotta per la sopravvivenza risultano predominanti.

## Descrizione
Nel mondo animale
Nel contesto del regno animale, la legge della giungla si basa sulla teoria della selezione naturale di Charles Darwin. Secondo questa teoria, solo gli individui più adattati all'ambiente sopravvivono e si riproducono, mentre quelli meno adatti vengono eliminati. La sopravvivenza e il successo riproduttivo dipendono quindi dalla capacità di cacciare, difendersi e proteggere la propria prole.
La legge della giungla si manifesta attraverso comportamenti come la competizione per il cibo, il territorio, il partner sessuale e la protezione dai predatori. Gli animali si adattano alle loro esigenze di sopravvivenza attraverso la lotta e la competizione per mantenere una posizione dominante nella gerarchia sociale.
Nel contesto umano
In ambito umano, la legge della giungla viene utilizzata come metafora per descrivere situazioni di competizione estrema, in cui l'individuo cerca di raggiungere i propri obiettivi a discapito degli altri. Questo concetto è spesso applicato alla società moderna, dove la competizione economica, politica e sociale riflette la logica della sopravvivenza e della supremazia individuale.